# Brian MacLeod
Pour les articles homonymes, voir MacLeod.
Brian MacLeod  (de son nom complet Brian S. MacLeod, né le 27 avril 1962) est un batteur et auteur-compositeur américain. Il fait partie de Group 87, Wire Train, Toy Matinee et du collectif Tuesday Music Club avec l'album Tuesday Night Music Club de Sheryl Crow,  
Brian MacLeod vit en Californie du Sud.

## Biographie

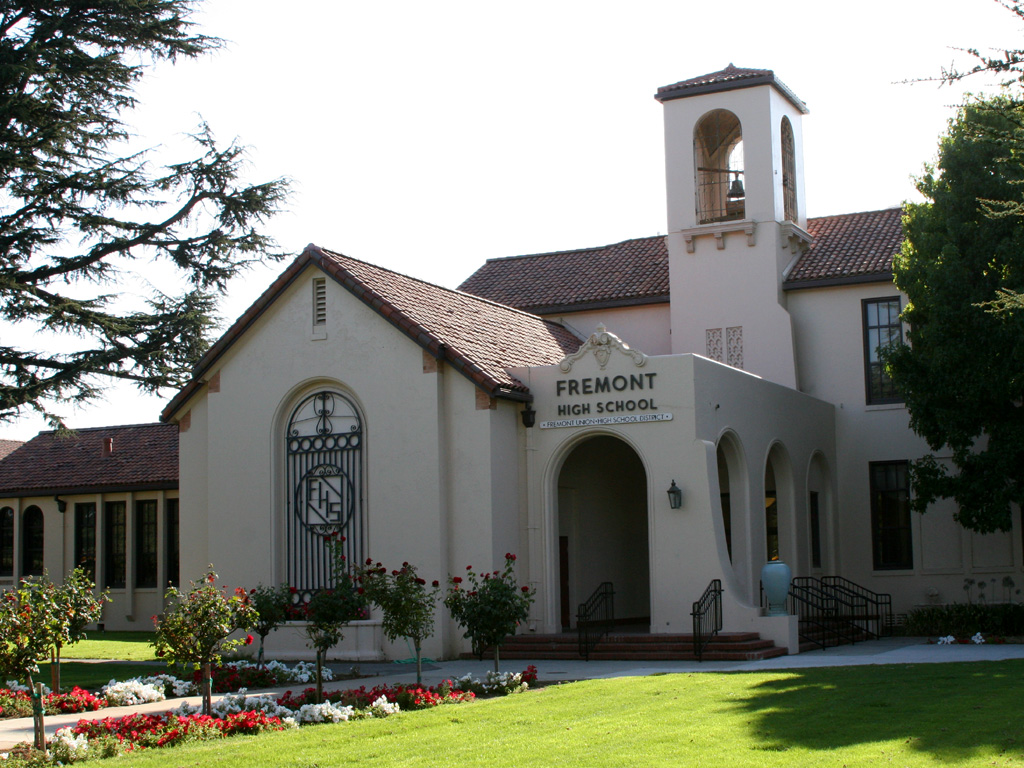
Façade du lycée Fremont

Brian MacLeod grandit à Sunnyvale, en Californie, et y fréquente l'établissement d'études secondaires  Fremont de 1972 à 1976.
Il est membre de The Scrantones, groupe connu pour son interprétation du générique  de la série télévisée américaine The Office (située à Scranton, en Pennsylvanie, d'où le nom du groupe sous forme de jeu de mots sur le suffix de la ville -ton et -tones, qui veut dire tonalités.).
Les collaborations artistiques de Brian MacLeod sont nombreuses et parmi lesquelles on peut compter :  Madonna, Leonard Cohen, Tears For Fears, Seal, Chris Isaak, Melissa Etheridge, Pink, Christina Aguilera, Kevin Gilbert, Jewel, Stevie Nicks, Ziggy Marley, Tina Turner, Roger Waters, Rosanne Cash ., Sara Bareilles, Dr Zwig, The The, John Hiatt, et Grace Slick.
En sa qualité d'auteur-compositeur, il cosigne  les titres « Everyday Is a Winding Road », « Strong Enough », « A Change Would Do You Good »  et « Over Babylo »  avec Sheryl Crow ; « Waiting for Love » avec Pink ; « Under a Cloud » avec The Bangles et « Supermodel » du film Clueless ; ainsi que le titre « Queen of Compromise » avec Tears for Fears.

## Polyonymie
Que cela soit en écriture, en composition, ou bien en accompagnement musical, Brian MacLeod a signé ses œuvres sous de très nombreux noms de plumes, partant de la simple initiale (B. S.), à l’apposition d'un épithète (Reverand), en passant par la variation orthographique de son patronyme (MacLeod, Macleod, McLeod... ) :  B. MacLeod  ● B. Macleod ● B. S. MacLeod ● B.S. Mcleod ● Brian ● Brian MaCleod ● Brian Mac Leod ● Brian MacCleod ● Brian MacCloud ● Brian Maceod ● Brian Macleod ● Brian Mc Cloud ● Brian McCleod ● Brian McLeod ● Brian Mccleod ● Brian Mcleod ●Brian S MacLeod ● MacLeod ● Macleod ● McLeod ● Reverend MacLeod

## Discographie
Discographie non-exhaustive
- 1990 Toy Matinee, Toy Matinee
- 1991 Schönherz & Scott - Under A Big Sky
- 1992 Roger Waters, Amused to Death
- 1993 Sheryl Crow, Tuesday Night Music Club
- 1994 Katey Sagal, Well....
- 1995 Tears for Fears, Raoul and the Kings of Spain
- 1996 Sheryl Crow, Sheryl Crow
- 1998 Jewel, Spirit
- 1999 Melissa Etheridge, Breakdown
- 1999 Lara Fabian, Lara Fabian[9]
- 2000 Ronan Keating, Ronan
- 2001 Shelby Lynne, Love, Shelby
- 2001 Stevie Nicks, Trouble in Shangri-La
- 2002 Sheryl Crow, C'mon, C'mon
- 2002 Kaviar, The Kaviar Sessions (enregistré en 1996)
- 2003 Ziggy Marley, Dragonfly
- 2003 Michelle Branch, Hotel Paper
- 2004 Delta Goodrem, Mistaken Identity
- 2004 Melissa Etheridge, Lucky
- 2004 Anastacia, Anastacia
- 2005 Sheryl Crow, Wildflower
- 2005 Charlotte Church, Tissues and Issues
- 2005 Brandi Carlile, Brandi Carlile
- 2006 Ilse DeLange, The Great Escape
- 2006 Skye Edwards, Mind How You Go
- 2006 Rosanne Cash, Black Cadillac
- 2007 Sara Bareilles, Little Voice
- 2007 Carina Round, Slow Motion Addict
- 2009 Chris Isaac, Mr. Lucky
- 2014 Leonard Cohen, Popular Problems
- 2014 Ziggy Marley, Fly Rasta
- 2014 Adam Cohen, We Go Home
- 2016 Ziggy Marley, Ziggy Marley
- 2016 Leonard Cohen, You Want It Darker
- 2018 Rita Coolidge, Safe in The Arms of Mine
- 2021 Adam Baldwin, Songs For The Parlour
- 2022 Carina Round - Tigermending